# La Zacatera
La Zacatera är en ort i Mexiko.   Den ligger i kommunen San Juan Guichicovi och delstaten Oaxaca, i den sydöstra delen av landet, 500 km sydost om huvudstaden Mexico City. La Zacatera ligger 123 meter över havet och antalet invånare är 135.
Terrängen runt La Zacatera är huvudsakligen platt, men åt nordväst är den kuperad. Runt La Zacatera är det ganska tätbefolkat, med 52 invånare per kvadratkilometer. Närmaste större samhälle är Palomares, 11,7 km väster om La Zacatera. Omgivningarna runt La Zacatera är en mosaik av jordbruksmark och naturlig växtlighet.